# Zekkyō Gakkyū
Zekkyō Gakkyū (絶叫学級 "Screaming Lessons" es un manga Japonés escrito e ilustrado por Emi Ishikawa, fue publicado en la revista Ribon de la editorial Shueisha desde el 2008.

## Película
Tuvo una adaptación a una película de imagen real estrenada el 14 de junio de 2013.

## Recepción
En el Shogakukan Manga Award obtuvo lugar 59 en la categoría de mejor manga para niños.